# Если его нет
Если его нет — альбом лидера группы «Аукцыон» Леонида Фёдорова и Владимира Волкова («Волковтрио»), выпущенный 29 марта 2013 года. Это восьмая работа дуэта.
Презентации пластинки состоялись в Нижнем Новгороде (ТЮЗ, 29 марта), Санкт-Петербурге (клуб «А2», 3 апреля) и Москве (Центральный дом художника, 6 апреля).
Пластинка состоит из восьми новых произведений, а также новой версии композиции «Конь унёс любимого» с альбома Чайник вина. Песня «Домой» изначально предназначалась для альбома «Аукцыона» Юла, но в итоге в него не вошла.
По словам Леонида Фёдорова, это альбом про Санкт-Петербург, в котором он сам когда-то жил, а Волков живёт и сейчас:
Мы подумали и решили, что это альбом про Питер, про ощущение от этого города. Я же из Питера сам, но не живу там вот уже десять лет; Волков и сейчас там живёт. Вот на этом все: один смотрит со стороны, другой изнутри. Я город хорошо помню, но... стал забывать, конечно, что-то: улицы какие-то не всегда вспоминаю, где находятся.

## Список композиций
Музыка: Леонид Фёдоров (1, 3, 5, 8), Владимир Волков (2, 4, 7, 9), Владимир Вавилов в обработке Алексея Хвостенко (6)
| 1. Домой (03:09; текст — Дмитрий Озерский). 2. Нет никого (04:39). 3. Утка (04:27; текст — Артур Молев). 4. Ходунки (02:49; текст — Артур Молев). 5. Мойка (04:20; текст — Артур Молев). 6. Конь унес любимого (03:31; текст — Анри Волохонский). 7. Если его нет (05:48; текст — Василий Аземша). 8. Поезд (08:18; текст — Константин Вагинов). 9. Муза (02:59; текст — Константин Вагинов). |

## Критика
Альбом получил положительную оценку критиков, отметивших его цельность и концептуальность. По мнению А. Горбачёва, «„Если его нет“ — это, во-первых, альбом про отсутствие: отсутствие себя в родном городе; отсутствие пророка в своем отечестве <…>; отсутствие места для человека в городе, выстроенном для государства. А во-вторых — про извечную петербургскую двойственность: монументальная столица, выстроенная на болотах; имперская классицистическая роскошь, скрывающая за фасадами обшарпанный провинциальный быт…»